# Cosmus von Simmer
Cosmus Simmer, ab 1611 Simmer von Simmerncamp (* 19. März 1581 in Kolberg; † 16. November 1650 ebenda) war ein deutscher Historiker.

## Leben
Cosmus Simmer war ein Sohn des Kolberger Ratsherrn und Salzverwandten Jochim Simmer und der Judith Braunschweig. 1596 wurde er für vier Jahre zum Sprachstudium nach Polen geschickt. Danach war er für das väterliche Geschäft mehrere Jahre auf Reisen und kam 1604 nach Breslau. Von dort aus reiste er weitere 16 Jahre durch ganz Norddeutschland, Preußen, Polen, Böhmen, die Niederlande, Schweden, England und Frankreich.
Am 10. Oktober 1611 wurde er in Breslau unter Beifügung des Prädikats „von Simmerncamp“, gewählt nach einem kleinen Besitz bei Kolberg, geadelt. Dabei wurde ihm das Wappen der ausgestorbenen adligen Familie von Dargatz, der seine Großmutter angehört hatte, erteilt.
Im Jahre 1605 begann er eine „Historische, genealogische Cosmographia“ zu schreiben, die etwa 1632 vollendet war, bis 1646 aber immer wieder erweitert wurde, so dass sie schließlich 14 Folianten umfasste. Sie war untergliedert in 12 Abteilungen mit insgesamt etwa 7000 Blättern. Nach Simmers Tod soll die Handschrift in den Besitz von Günter Heyler gekommen sein.
Ende des 19. Jahrhunderts waren vom Original nur noch die 490 Blätter, die Brandenburg, Pommern und Mecklenburg behandeln, bekannt.